# السماء كبيرة
السماء كبيرة (بالإنجليزية: Big Sky)‏ هو مسلسل تلفزيوني أمريكي تم بثه على ABC منذ 17 نوفمبر 2020.

## روابط خارجية
- السماء كبيرة على موقع IMDb (الإنجليزية)
- السماء كبيرة على موقع ميتاكريتيك (الإنجليزية)
- السماء كبيرة على موقع روتن توميتوز (الإنجليزية)
- السماء كبيرة على موقع فيلمافينيتي (الإسبانية)
- السماء كبيرة على موقع كينوبويسك (الروسية)
- السماء كبيرة على موقع ألو سيني (الفرنسية)
- السماء كبيرة على موقع قاعدة بيانات الفيلم (الإنجليزية)